# 고흥군·보성군 (2004년 선거구)
고흥군·보성군은 대한민국의 옛 국회의원 선거구이다. 당시 전라남도 고흥군, 보성군 지역을 관할했다.

## 역사
제17대 국회의원 선거를 앞두고 선거구 개편이 일어나면서 고흥군과 보성군이 하나의 선거구를 이루게 됨에 따라 신설되었다.
제20대 국회의원 선거를 앞두고 일어난 선거구 개편으로 장흥군, 강진군을 편입해 고흥군·보성군·장흥군·강진군 선거구를 이루게 됨에 따라 폐지되었다.

## 역대 국회의원
| 선거   | 정당 | 정당       | 의원   |
| ------ | ---- | ---------- | ------ |
| 2004년 |      | 열린우리당 | 신중식 |
| 2008년 |      | 통합민주당 | 박상천 |
| 2012년 |      | 민주통합당 | 김승남 |

## 역대 선거 결과

### 대한민국 제17대 국회의원 선거
|  | 34.49% |

|  | 31.43% |

|  | 29.73% |

|  | 2.80% |

|  | 1.53% |

### 대한민국 제18대 국회의원 선거
|  | 56.03% |

|  | 37.53% |

|  | 4.39% |

|  | 2.03% |

### 대한민국 제19대 국회의원 선거
|  | 51.67% |

|  | 25.36% |

|  | 9.55% |

|  | 8.02% |

|  | 5.38% |